# Pallisentis cleatus
Pallisentis cleatus är en hakmaskart som först beskrevs av Van Cleave 1928.  Pallisentis cleatus ingår i släktet Pallisentis och familjen Quadrigyridae. Inga underarter finns listade i Catalogue of Life.